# Stará Lehota
Stará Lehota (węg. Szentmiklósvölgye) – wieś i gmina (obec) w powiecie Nowe Miasto nad Wagiem, w kraju trenczyńskim, w zachodniej Słowacji. Zamieszkuje ją około 200 osób (dane z 2016 roku).

## Historia
Wieś została wspomniana po raz pierwszy w 1348 w dokumentach historycznych.

## Geografia
Centrum wsi leży na wysokości 326 m n.p.m. Gmina zajmuje powierzchnię 16,167 km².